# Lévis Bouliane
Pour les articles homonymes, voir Bouliane.
Lévis Bouliane, né à Disraëli (Québec, Canada) le 9 juin 1932 et mort d'un infarctus le 28 juin 1992, à Sherbrooke (Québec, Canada), était un chanteur western et country, un violoniste, un auteur-compositeur et un interprète québécois.

## Biographie
Lévis Bouliane est né en 1932 à Disraëli (Québec, Canada). Il est le fils de Louis Boulianne et de Claire Maufette.
En 1949, il forme son premier groupe Five Blue Stars avec qui il parcourt les villes et les villages, d'abord dans la région de Sherbrooke puis à l'échelle du Québec, des Maritimes et des régions voisines. Il grave ses premiers enregistrements au début des années 1950. En 1961, il propose sa version du succès Walk On By de Leroy Van Dyke sous le titre Je te rejoindrai. La collaboration avec le groupe Five Blue Stars se poursuit jusqu'en 1965, alors que le chanteur et musicien se prend d'affection pour le Bluegrass qui puise sa source dans les massifs montagneux des Appalaches, musique qui est elle-même à la croisée de diverses traditions, américaine (blues) et européenne (anglo-irlandaise). On reconnaît ce style sur son second album sur étiquette London, Au cœur des prairies, où l'on retrouve les airs adaptés par Lévis et ses Blue Grass Ramblers.
Lévis Bouliane s'affiche comme une des principales figures de sa génération. Il cumule les tournées, les émissions de radio et de télévision. Les années 1970 sont marquées par ses derniers albums chez London. En 1977, il connaît un succès fracassant avec sa chanson À ma fenêtre et l'album Ne m'en veux pas, paru sur étiquette Bonanza. Les Productions Lévis Bouliane qu'il a fondées, lancent en 1978 l'étiquette Écho dont le premier album, intitulé Vole colombe réunit de nouveaux enregistrements. Son album Lévis Bouliane chante contient les nouveaux succès Ne me refuse pas ce soir et Comme d'habitude tu reviendras toujours. À la fin des années 1980, il innove une fois de plus en initiant, sur étiquette PLB, la vente de disques exclusivement par publireportage télévisés, une pratique encore inédite au Québec.
Lévis Bouliane succombe sur la table d'opération du département de cardiologie du Centre hospitalier universitaire de Sherbrooke. Pendant 40 ans, il a donné des milliers de spectacles au Québec, en Ontario et dans les États de la Nouvelle-Angleterre. On raconte qu'il a vendu plus d'un million de disques, tout en étant ignoré par l'industrie du disque et du spectacle[réf. nécessaire].
Son succès le plus durable est Quand le soleil dit bonjour aux montagnes créé vers 1959.